# Caenolestes sangay
Caenolestes sangay es una especie de marsupial paucituberculado de la familia Caenolestidae.

## Distribución

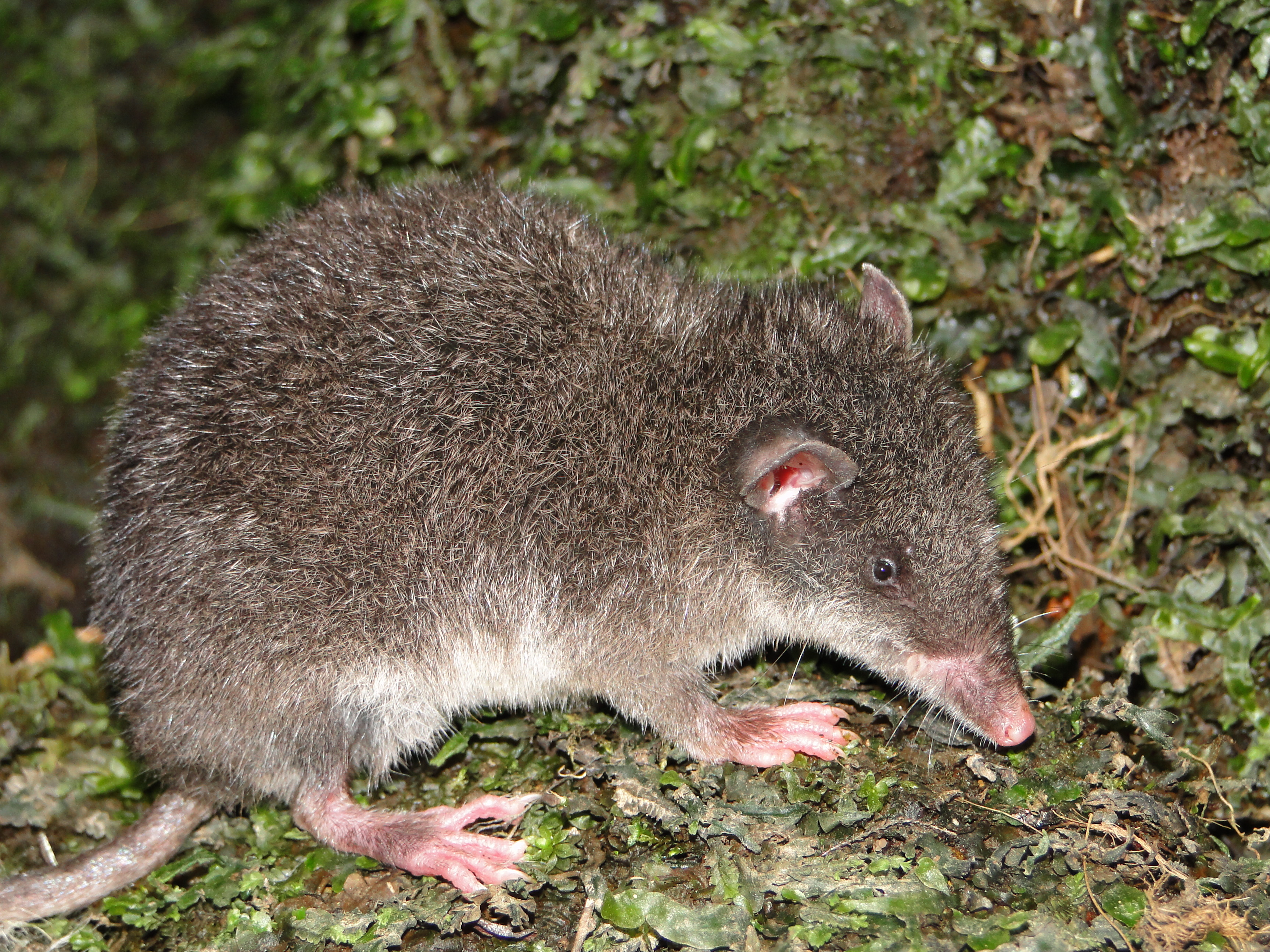
Holotype. Parque Nacional Sangay. Foto Jorge Brito

Su hábitat son los bosque nublados de alta montaña que se encuentran en la ladera este de los Andes, en el sur de Ecuador, entre las provincias de Morona Santiago y Zamora Chinchipe. Se encuentra a una altitud de entre 2300 y 3500 m.

## [1]Enlaces externos
- Wikispecies tiene un artículo sobre Caenolestes sangay.

- Datos: Q19277009
- Multimedia: Caenolestes sangay / Q19277009
- Especies: Caenolestes sangay

1. ↑  Brito M, Jorge; Ojala-Barbour, Reed (2016). «MAMÍFEROS NO VOLADORES DEL PARQUE NACIONAL SANGAY, ECUADOR». Papéis Avulsos de Zoologia 56 (5): 45-61. ISSN 0031-1049. doi:10.1590/0031-1049.2016.56.05. Consultado el 30 de enero de 2019.